# Jumellea gladiator
Jumellea gladiator är en orkidéart som först beskrevs av Heinrich Gustav Reichenbach, och fick sitt nu gällande namn av Rudolf Schlechter. Jumellea gladiator ingår i släktet Jumellea och familjen orkidéer. Inga underarter finns listade i Catalogue of Life.